# Grup Babini
El Grup Babini (italià Raggruppamento Babini, també conegut com la Brigada Cuirassada Especial Brigata Corazzata Speciale) va ser una unitat blindada italiana. El grup va ser format per l'Exèrcit Reial Italià (Regio Esercito) a la Líbia italiana a l'inici de la Campanya del Desert Occidental de la Segona Guerra Mundial. El grup es va formar a Líbia, per formar part d'una divisió blindada reunida a partir de tancs de la colònia i d'unitats enviades des d'Itàlia. La nova divisió estava incompleta quan els britànics van començar l'operació Compass al desembre, però el Grup Babini va lluitar en defensa de la zona entre Mechili i Derna a finals de gener.
El 23 de gener, el grup va aconseguir infligir pèrdues durant un contraatac a l'11th Hussars i forçar un retard en l'avanç australià cap a Derna. Aleshores, el grup va formar una rereguarda per al 10è Exèrcit mentre es retirava de Derna i Mechili al voltant del Jàbal al-Akhdar cap al port de Bengasi. El Grup Babini va ser destruït al sud del port a la batalla de Beda Fomm (6-7 de febrer), quan la Litoranea Balbo (Via Balbia) va ser tallada per la Combeforce. Els italians no van poder concentrar els seus tancs restants al capdavant de la columna abans que Combeforce fos reforçada i van ser derrotats.

## Antecedents

### 32º Reggimento carri
El 32è Regiment de Tancs es va formar l'1 de desembre de 1938 i l'1 de febrer de 1939 va passar a formar part de la 132a Divisió Blindada "Ariete", la segona divisió blindada italiana. A la declaració de guerra italiana de l'11 de juny de 1940, el 32è Regiment de Tancs es va traslladar amb l'Ariete des del Vèneto fins a la frontera amb França, com a part de l'Exèrcit del Po, però la guerra va acabar tan ràpidament que la divisió no va ser utilitzada. El 28 de juliol de 1939, el I i el II Batalló de Tancs "M" van rebre 96 tancs Fiat M11/39 per substituir els seus Fiat 3000. Les inadequacions dels tancs M11/39 van portar a la decisió el 26 d'octubre de 1939 de substituir-los per tancs M13/40 i el primer lot, construït per Ansaldo a Gènova l'octubre de 1940, es va utilitzar per equipar el III Batalló de Tancs "M" amb 37 dels nous tancs.

### Comando carri della Libia
El 29 d'agost, a mesura que van arribar més tancs d'Itàlia, es va formar el Comando carri della Libia (Comandament de tancs de Líbia) sota el comandament del general Valentino Babini, amb tres Raggruppamenti. Raggruppamento Aresca (Coronel Pietro Aresca) amb el I Batalló de Tancs "M" i el 31è, 61è i 62è Batalló de Tancs "L", Raggruppamento Trivioli (Coronel Antonio Trivioli), amb el II Batalló de Tancs "M", menys una companyia i el IX, XX i LXI Batalló de Tancs "L" i el Raggruppamento Maletti amb el Batalló de Tancs LX "L" i la companyia M11/39 restant del II Batalló de Tancs "M". El Raggruppamento Maletti va passar a formar part del Regio Corpo Truppe Coloniali della Libia (Cos Reial de Tropes Colonials Líbies), amb la 1a Divisió líbia i la 2a Divisió líbia.

## Campanya del Desert Occidental

### Grup Babini
A principis de novembre, el V Batalló de Tancs "M", va arribar a Bengasi amb trenta-set M13/40 en dues companyies i el 25 de novembre, Graziani va ordenar l'establiment de la Brigada Especial Blindada/Grup Babini (Brigata Corazzata Speciale / Raggruppamento Babini) comandada pel general Valentino Babini, amb el III Batalló de Tancs "M" i el V Batalló de Tancs "M", combinat amb les tanquetes L3/35 que hi havia a Líbia.
El Grup Babini tenia un regiment d'infanteria format per tres batallons "Bersaglieri", un batalló de motocicletes, un regiment d'artilleria, dues companyies de canons antitanc, una companyia d'enginyers i unitats de subministrament. L'11 de desembre, el III Batalló de Tancs "M" i el Batalló de Tancs LI "L" en tanquetes L3/35, poc entrenats, es van posar a disposició del 10è Exèrcit. L'endemà, dues companyies del III Batalló van ser enviades a Sollum, diversos tancs a Sidi Aziz i la resta a Halfaya, abans que el batalló rebé l'ordre de retirar-se a l'oest de Gazala per cobrir la rereguarda de Tobruk. La 1a companyia de tancs es va separar per reforçar Bardia.

### Operació Compass i destrucció a Beda Fomm
El Grup Babini estava disposat sobre la línia defensiva de Derna-Mechili on va provar de contenir les tropes britàniques després que aquestes conquerissin Tobruk després que aquestes trenquessin el front amb l'Operació Compass. El 22 de gener, els britànics van avançar cap a Derna amb la 19a Brigada Australiana i van enviar una altra brigada australiana per reforçar la 4a Brigada Cuirassada, 7a Divisió Blindada, al sud del Jàbal al-Akhdar, per a un avanç sobre Mechili. L'endemà, el comandant del 10è Exèrcit, el general Giuseppe Tellera, va ordenar un contraatac contra els britànics quan s'acostaven a Mechili, per evitar l'encerclament del XX Cos des del sud. L'endemà, el Grup Babini van atacar el 7è Hússars, que es dirigia cap a l'oest per tallar la pista Derna-Mechili al nord de Mechili. Pero van ser refusats amb grans pèrdues.
L'11è hússars va trobar un buit a Chaulan al sud de Wadi Derna, que va amenaçar el grup Babini i els defensors de Derna amb l'encerclament i Bergonzoli va ordenar la retirada. Els italians es van retirar la nit del 28/29 de gener abans que la guarnició pogués quedar atrapada i la rereguarda del Grup Babini va fer voladures a les carreteres, van plantar mines i trampes i van aconseguir realitzar diverses emboscades hàbils, que van frenar la persecució britànica.
El bloqueig de la Via Balbia a Beda Fomm per part de la Combeforce va fer que s'enviés a la desesperada al Grup Balnini per intentar trencar-lo però els seus atacs van ser descoordinats i durant la batalla de Beda Fomm el grup va quedar destruït.